# Der Waldbruder

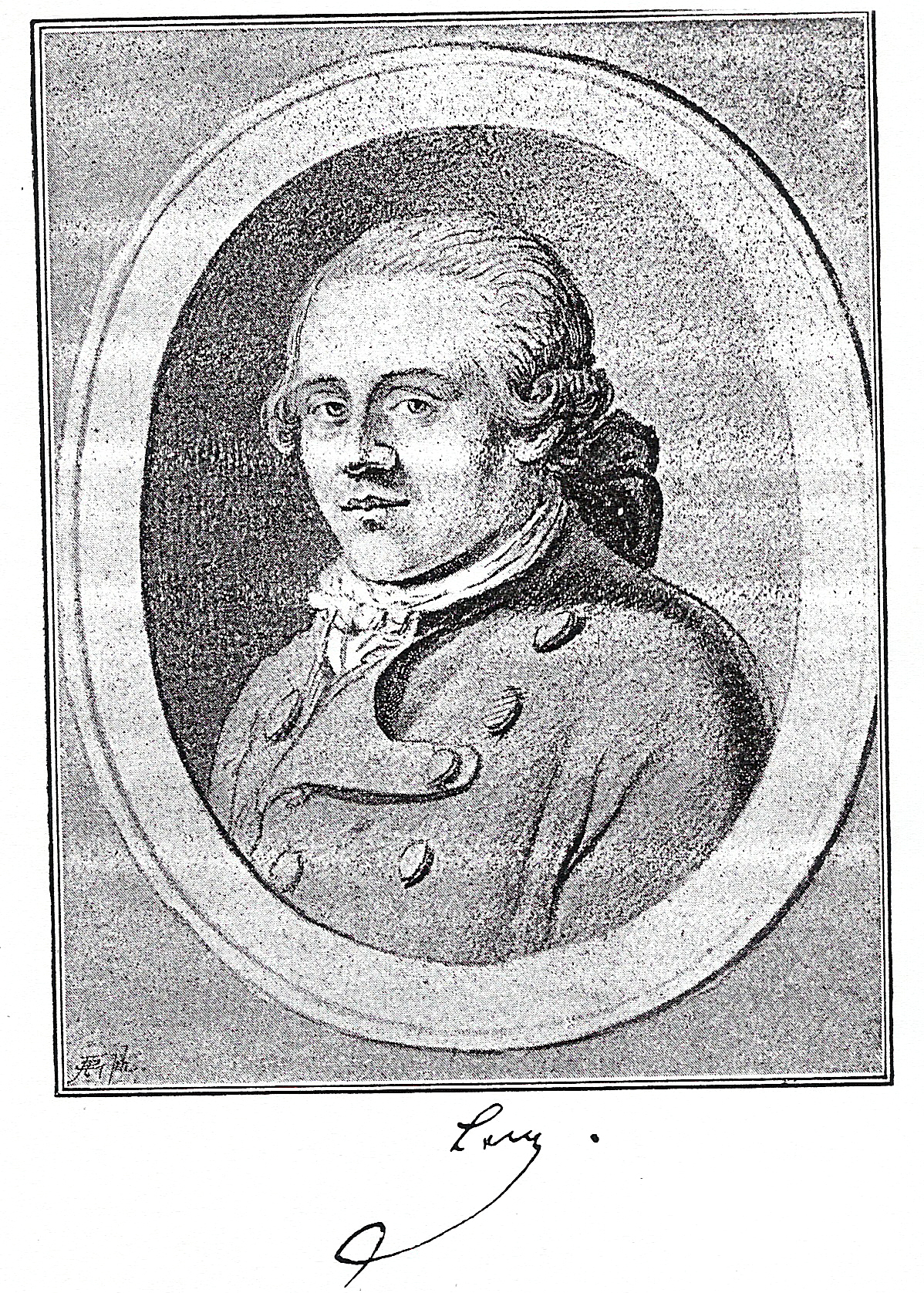
Jakob Michael Reinhold Lenz

Der Waldbruder, ein Pendant zu Werthers Leiden, ist eine Erzählung von Jakob Michael Reinhold Lenz, die 1776 in Weimar und Berka entstand. Das Fragment ließ Goethe 1797 – fünf Jahre nach dem Tode des Dichters – in der Zeitschrift Die Horen drucken.
Herz, der Waldbruder, lebt und webt in lauter Phantasieen. So wird er Spielball der Intrige der vermögenden hässlichen Witwe Hohl, einer Dame von einem außerordentlichen Verstande. Rothe, der einzige Mensch, der Herz noch zuweilen versteht, startet eine Gegenintrige.

## Inhalt
Vorgeschichte

In 32 Briefen, verfasst von sieben Personen, wird einiges aus der Lebensgeschichte des Waldbruders mitgeteilt. Herz, der unechte Sohn einer verstorbenen großen Dame, genoss eine hervorragende Erziehung und machte sich im Alter von zwölf Jahren aus dem Staube. Dank seiner Gelehrigkeit, seines Geistes und Herzens wurde er von einem französischen Bankier gefördert. Dort in Frankreich nahm er auch den Namen Herz an. Von dem Bankier nach Leipzig zum Studium geschickt, lernt Herz in Sachsen den Kommilitonen Plettenberg kennen. Herz zieht weiter nach Holland, verscherzt sich die Gunst seines französischen Gönners und kommt über Cleve an den Ort der Handlung; vermutlich in oder nahe bei Hessen gelegen.
Alle Menschen sieht Herz in einem idealischen Lichte. Mit Frauen hatte er kein Glück. Bereits im Alter von elf Jahren geriet er an eine wirklich liederliche Weibsperson, die Mätresse eines alten Grafen. Seine zweite Liebe, die Nichte eines Kaufmanns in Lion, war nur kokett. In Leipzig dann hoffte er auf eine Schöne wie aus Goethens oder Wielands Romanen zu treffen. Dieses Mädchen, Tochter eines Landpredigers, fand er zwar wirklich, überraschte sie jedoch mit einem dicken runden Studenten.
Intrigenspiel

Herz, ein Narr auf Charaktere, quartiert sich zu günstigen Bedingungen als Untermieter bei der Witwe Hohl ein, weil diese eine weitläufige Korrespondenz mit Vornehmen und Gelehrten aufweisen und in einem genehmen Lichte präsentieren kann. Die Witwe weiß es so einzurichten, dass Herz schließlich in Liebe zu der schönen Gräfin Stella, einer langjährigen Brieffreundin der Hohl, entbrennt. Was die Witwe bei aller Brieflektüre dem Verliebten aber verschweigt, ist, dass die Gräfin nicht zu haben ist. Gräfin Stella ist nämlich längst verlobt mit Herzens ehemaligen Kommilitonen Plettenberg, inzwischen Oberst in Hessischen Diensten. Sein Regiment soll in Kürze wider die Kolonisten nach Amerika abkommandiert werden. Die Witwe Hohl hofft, wenn Herz einsieht, dass die Gräfin Stella für ihn unerreichbar ist, dann kann sie vielleicht selbst die Stelle der Geliebten einnehmen.
Herz geht langsam das Geld aus. Die Witwe Hohl wartet nur darauf, dass er bei ihr Schulden macht. Herz aber ist klüger. Er zieht aus in eine Wald-Einsiedelei. Rothe, der den Freund wieder in die Stadt zurückbringen möchte, bittet die Gräfin Stella um Hilfe. Beide ersinnen einen Plan, nach dem Herz geholfen werden soll: Plettenberg nimmt den alten Kommilitonen Herz als Adjutant in seinem Regiment mit nach Amerika. Dort verbleibt Herz bei den Kolonisten. Später soll Plettenberg bei Gelegenheit die Braut Stella in Deutschland heiraten. Gleichsam als Entschädigung für seine getäuschten Hoffnungen will sich Stella für Herz porträtieren lassen. Die Gräfin lässt Herz brieflich wissen, dass sie sich mit ihm bei ihrer Freundin Hohl treffen möchte.
Das Porträt wird gemalt. Herz reist ab zu dem Regiment, erhält aber von Rothe, diesem Verräter, das Gemälde nicht. Die Hohl hatte das Bildnis heimtückischerweise aus Herzens ehemaligen Zimmer entwendet und Rothe übergeben.
Das Fragment bricht mit einem Brief Plettenbergs an Rothe ab. Es sieht so aus, als ob darin der Oberst, nicht mehr der Jüngste, Rothe als seinen „Stellvertreter“ bei Gräfin Stella in Betracht zieht.

## Rezeption
- Wilpert[5] und Voit[6] meinen, Rothe stehe für Goethe und Herz für Lenz.
- Lenz setze sich in seiner „gelungensten“ – wiewohl unvollendeten – „Prosadichtung“[7] „klarsichtig mit seiner eigenen Existenzlage“ auseinander.[8] „Der kleine Roman“ behaupte „neben den Wertheriaden der Zeit durchaus seine Eigenständigkeit“.[9]

## Ausgaben
Quelle
- Friedrich Voit (Hrsg.): Jakob Michael Reinhold Lenz: Erzählungen. Zerbin. Der Waldbruder. Der Landprediger. S. 31–67. Reclam Stuttgart 1988 (Ausgabe 2002). 165 Seiten. Mit Anmerkungen (S. 125–141) und einem Nachwort (S. 147–165), ISBN 3-15-008468-7

Erstausgabe
- Text der Erzählung: Friedrich Schiller (Hrsg.): Die Horen 1797, 4. Stück und Die Horen 1797, 5. Stück.

Weitere Ausgaben
- Jakob Michael Reinhold Lenz: Der Waldbruder. Ein Pendant zu Werthers Leiden. Neu zum Abdruck gebracht und eingeleitet von Max von Waldberg. Verlag von W.H. Kühl, Berlin 1881. 81 Seiten
- Stürmer und Dränger. Tl. 2: Lenz und Wagner. Hrsg. von A.[ugust] Sauer. Berlin, Stuttgart: Spemann [1883], S. 175–210.
- Der Waldbruder, ein Pendant zu Werthers Leiden. S. 293–330. In: Friedrich Voit (Hrsg.): Jakob Michael Reinhold Lenz: Werke. Reclam Stuttgart 1992 (Ausgabe 1998). 604 Seiten. Mit Anmerkungen (S. 509–514) und einem Nachwort (S. 559–604), ISBN 3-15-008755-4